# Fantónimo
Un fantónimo (del griego φάντασμα, fántasma, y όνομα, ónoma), es un neologismo que indica una palabra de aspecto que hace que un receptor o emisor piense que tenga un significado concreto, aunque en realidad tenga otro distinto del pensado. Es casi similar a un falso amigo, salvo que el último se da entre dos idiomas por parte de un hablante materno de uno, y no uno solo. Un ejemplo de este fenómeno sería usar el término 'remitir' para referirse a «volver a emitir algo», aunque en verdad signifique mandar algo a un lugar, perdonarle o liberarle a alguien de algo, o perder algo su intensidad.

## Origen
El término fue acuñado por el periodista de The New York Times Jack Rosenthal en un artículo de 2009, cuando comentó un error en un discurso dado por Barack Obama, en el que éste dijo «I just want to make sure that we're having a honest debate and presenting to the American people a fulsome accounting of what is going on in this program» («Sólo quiero asegurar que estamos teniendo un debate honesto y presentando a la gente americana una contabilidad empalagosa de lo que está pasando en este programa»). En este momento, Obama usó la palabra fulsome para querer decir full (entero), pero en verdad significa empalagoso, excesivo, exagerado.
Aunque este término se haya reconocido con esta aparición, en verdad fue usado con anterioridad por otras personas. En 1993, el autor Irwin Berent lo usó por primera vez en su libro Getting your Word's Worth como una contracción de las palabras phantom (fantasma) y antonym (antónimo), que indicaban parejas de antónimos que en realidad no existen. Después, en 2006, la autora Kit Whitfield lo usó con un significado más acercado al actual; lo describía como «El sentimiento que tienes cuando estás buscando por la palabra perfecta: que hay una palabra perfecta para este concepto que no está en el tesauro, pero no puedes recordarla mucho... y te ves forzado a ir con una palabra ligeramente errónea».